# SHLS Sewastopol
SHLS (ukr. «СГЛС» [Севастопольський гурток любителів спорту]) – ukraiński klub piłkarski z siedzibą w mieście Sewastopol), na południu kraju, działający w latach 1912–1924.

## Historia
Chronologia nazw:
- 1911: SHLS (ukr. «СГЛС» [Севастопольський гурток любителів спорту], ros. «СКЛС» [Севастопольский кружок любителей спорта])
- 1924: klub rozwiązano

Drużyna piłkarska SHLS lub SKLS została założona w Sewastopolu wiosną 1911 roku. Założycielami koła byli Dmitrij Łazarewicz Konstantinow i Siergiej Pietrowicz Pesteriew. Pierwszy wniosek o oficjalną rejestrację stowarzyszenia, zwanego "Sewastopolskim Kołem Sportowym", przesłany władzom miasta Sewastopol we wrześniu 1910 roku przez "koło piłkarzy" został odrzucony.
Już wcześniej zaczęły pojawiać się różne „koła piłkarskie” w miastach Krymu, w tym w Sewastopolu, w 1909 roku, ale istniały bez oficjalnego statusu zarejestrowanego. Powstały stowarzyszenia mające na celu tworzenie drużyn piłkarskich i organizowanie zawodów. W Sewastopolu nowo utworzone "koło piłkarzy" zorganizowało w 1910 roku drużyny "Czerwonych" i "Żółtych". Zespoły wzięły swoje nazwy od koloru strojów. Pojawienie się drużyn umożliwiło mieszkańcom Sewastopola rozgrywanie meczów zarówno między sobą, jak i z piłkarzami z Symferopola.
W dniu 9 (22) lipca 1910 roku "Czerwoni" i "Żółci" rozegrali między sobą towarzyski mecz, o którym relacja została opublikowana w gazecie "Biuletyn Krymski". Dzięki tej notatce mecz ten uznawany jest za pierwszy dowód na to, że mecze piłkarskie odbywały się na terenie Sewastopola i całego Krymu. Mecz zakończył się z wynikiem 5:3 na korzyść "Żółtych".
Po utworzeniu koła w mieście utworzono trzecią drużynę piłkarską - "Niebieską", która wraz z drużynami "Czerwonych" i "Żółtych" grała w turnieju Sewastopolskiego Koła Miłośników Sportu (SHLS), zorganizowanym według systemu kołowego "każdy z każdym plus rewanż", w którym zwycięzca był ustalany na podstawie liczby zwycięstw.
Oprócz piłki nożnej koło zajmowało się rozwojem lekkoatletyki, tenisa ziemnego i kolarstwa.
W przededniu rozpoczęcia Igrzysk Olimpijskich w Sztokholmie powołano tymczasowy komitet w celu powołania Wszechrosyjskiego Związku Piłki Nożnej, który miał stać się głównym organem piłkarskim Imperium Rosyjskiego. W komisji tymczasowej, obok przedstawicieli Moskwy i Petersburga, znalazł się także Siergiej Piesterew z Sewastopola. Spotkanie założycielskie Wszechrosyjskiego Związku Piłki Nożnej odbyło się 6 (19) stycznia 1912 roku, podczas którego wraz z Odesską Futbolową Ligą, Moskiewską Futbolową Ligą, St. Petersburską Futbolową Ligą, Kijowską Futbolową Ligą, Charkowską Futbolową Ligą, Futbolową Ligą Donbasu, St. Petersburską Studencką Futbolową Ligą, MSK i Twerskim kołem rowerzystów, łyżwiarzy i miłośników sportu wchodził do jej składu także SHLS.
Podczas I wojny światowej Sewastopolskie Koło Miłośników Sportu ogłosiło wszystkim, że pierwsze losowanie mistrzostw miasta Sewastopol w piłce nożnej odbędzie się we wrześniu 1915 roku. Uczestnicy turnieju zobowiązani byli do przedstawienia listy zawodników, którzy będą wpisani do drużyny. Dla zwycięzcy mistrzostw stworzono srebrny puchar, który przekazywany był co roku zwycięzcą. Pierwszym zwycięzcą turnieju została drużyna z Konstantinowskiej Szkoły Realnej. Jedną z najsilniejszych zespołów, zrzeszonych w SHLS był Reks, powstały w 1917 roku.
Z powodu wojny domowej rozgrywki piłkarskie zostały zawieszone. W 1922 roku Siergiej Piestierew przywrócił działalność SHLS dzięki zezwoleniu władz sowieckich na prowadzenie prywatnych towarzystw sportowych. Głównym zadaniem odrestaurowanego koła była organizacja mistrzostw miasta w 1922 roku i utworzenie Sewastopolskiej Futbolowej Ligi. Z tej okazji 3 września 1922 roku odbyło się uroczyste posiedzenie Zarządu Koła. W tym samym czasie odbyły się wybory prezydium przyszłej Sewastopolskiej Futbolowej Ligi.
Nowy rząd radziecki decyzją Rady Komisarzy Ludowych RSFSR z 27 czerwca 1923 roku podjął decyzję o rozwiązaniu organizacji sportowych utworzonych na mocy prawa Imperium Rosyjskiego. Decyzję prawną o rozwiązaniu SHLS podjęła Rada Kultury Fizycznej Miasta Sewastopol 9 kwietnia 1924 roku. Wraz z likwidacją Sewastopolskiego Koło Miłośników Sportu w mieście na jakiś czas ustały wszelkie rozgrywki piłkarskie, a drużyny rywalizowały jedynie w meczach towarzyskich. Najsilniejsi piłkarze będący członkami SHLS po rozwiązaniu koła przenieśli się do drużyny sportowej utworzonej w maju 1924 roku w ramach związku Mistran (Miejski Transport).